# Ингвэ
Ингвэ (кв. Ingwë) — в легендариуме Дж. Р. Р. Толкина, один из родоначальников эльфов-эльдар, предводитель эльфов клана ваниар. 

## Имя и титул
Имя «Ингвэ» на квенья означает «первый, предводитель», поскольку Ингвэ рассматривается как Верховный король всех эльфов в целом и поэтому носит титул Ингвэ Ингверон (кв. Ingwë Ingweron, «вождь вождей»).

## Биография
Ингвэ был одним из трёх эльфов (наряду с Финвэ и Эльвэ), отправившихся в качестве послов в Аман. По возвращении из Валинора он убедил свой клан ваниар последовать за ним на Заокраинный Запад, где он стал их королём и Верховным королём всех эльдалиэ. Как указывается в «Квента Сильмариллион», Ингвэ со своим народом в походе от озера Куивиэнен до океана Белегаэр «шли быстрее всех и не оглядывались назад».
В Валиноре он первоначально жил в Тирионе, но позже ушёл на гору Таникветиль, чтобы жить у ног Валар со своим народом; таким образом, он правит эльфами от подножия резиденции Манвэ, Верховного короля Арды.
У Ингвэ есть сын Ингвион и прочие неназванные дети. Его племянница Индис стала второй женой короля нолдор Финвэ.
В боевых действиях позднейших эпох Арды Ингвэ участия не принимал. Согласно официально опубликованной версии «Сильмариллиона», он не участвовал и в Войне Гнева: на стороне Валар ваниар сражались под командованием его племянника Финарфина, сына Финвэ и Индис.

## Прочие упоминания в легендариуме
В «Ламмасе» говорится, что Ингвэ был первым из пробудившихся эльфов: 

… Ингвэ, Верховный король эльдалиэ, старейший эльф, поскольку он пробудился первым.— Толкин Дж. Р. Р. (под ред. К. Толкина). Утраченный путь и другие истории: The Lhammas. — С.171.
В ещё более ранних повествованиях Ингвэ (или Инг) было именем смертного человека, короля Лютиэн (Лейтиан, Лютании), которого Оссэ вытеснил на восток в заморские земли, где он стал правителем предков англов, саксов, ютов и фризов. Со временем англы, саксы и юты вернулись в Лютиэн (Лейтиан, Лютанию), которая теперь носит название Британии. Здесь Толкин адаптировал традиционную германскую фигуру предка по имени Инг/Ингио/Ингуи/Ингви. Он рассматривается как эпонимичный предок ингвеонов, или ингевонов — народа, описанного Тацитом в книге «Германия» как одна из трёх частей германских племён. В скандинавской же мифологии Инг был мифологическим предком шведского дома Инглингов, а также именем бога Фрейра. Как и Ингвэ, Фрейр был владыкой эльфов в Альфхейме.